# Rudtjärnen (Boteå socken, Ångermanland, 701041-160896)
Rudtjärnen är en sjö i Sollefteå kommun i Ångermanland och ingår i Ångermanälvens huvudavrinningsområde.